# Stenocereus eichlamii
Stenocereus eichlamii ist eine Pflanzenart aus der Gattung Stenocereus in der Familie der Kakteengewächse (Cactaceae). Das Artepitheton eichlamii ehrt den deutsche Kakteenliebhaber Friedrich Eichlam, der nach Guatemala auswanderte und dort Kakteen sammelte. Spanische Trivialnamen sind „Guanocal“, „Órgano“, „Pitahaya“ und „Tuna“.

## Beschreibung
Stenocereus eichlamii wächst baumförmig mit sich verzweigenden, aufrechten Trieben und erreicht Wuchshöhen von bis zu 6 Meter. Die Triebe weisen oft eine Querbänderung auf, die das Ende des jährlichen Längenzuwachses zeigt. Es sind acht bis zehn, breite und gerundete Rippen vorhanden. Die vier bis sechs Dornen lassen sich nicht in Mittel- und Randdornen unterscheiden. Sie sind bis zu 2 Zentimeter lang. Einer von ihnen ist mehr in der Mitte angeordnet und steht ab.
Die trichterförmigen, weißen Blüten sind 6 bis 7 Zentimeter lang und öffnen sich in der Nacht. Die wahrscheinlich ellipsoiden Früchte sind rötlich, tragen Dornen und sind bis zu 7 Zentimeter lang. Sie enthalten ein weißes Fruchtfleisch.

## Verbreitung, Systematik und Gefährdung
Stenocereus eichlamii ist in den mexikanischen Bundesstaaten Chiapas und Yucatán sowie in Guatemala  verbreitet.
Die Erstbeschreibung als Lemaireocereus eichlamii erfolgte 1920 durch Nathaniel Lord Britton und Joseph Nelson Rose. Helia Bravo Hollis stellte die Art 1978 in die Gattung Stenocereus.
In der Roten Liste gefährdeter Arten der IUCN wird die Art als „Data Deficient (DD)“, d. h. mit keinen ausreichenden Daten geführt.

## Nachweise

## Weiterführende Literatur
- Peter W. Wendelken, Robert F. Martin: Avian Consumption of the Fruit of the Cacti Stenocereus eichlamii and Pilosocereus maxonii in Guatemala. In: American Midland Naturalist. Band 119, Nummer 2, 1988, S. 235–243 (JSTOR:2425806).